# ビリー・マイヤー (野球)
ウィリアム・アダム・マイヤー（William Adam Meyer, 1892年1月14日 - 1957年3月31日）は、アメリカ合衆国テネシー州ノックス郡ノックスビル出身の元プロ野球選手（捕手）、監督。右投右打。

## 経歴
現役時代、選手としては1910年代にシカゴ・ホワイトソックスとフィラデルフィア・アスレチックスでプレーしたが、3年間で113試合にしか出場していない。
引退後の1926年、後に殿堂入りすることになるジョー・マッカーシーの後任としてAA級ルイビル・カーネルズの監督に就任した。早速この年に優勝したが、その後1947年までの間に8度優勝をもたらし、マイナーリーグで監督としての才能を発揮した。
1948年にはピッツバーグ・パイレーツの監督に就任した。この年は4位にもかかわらずスポーティングニュース社選定の「最優秀監督」として表彰された。2年目以降は6、8、7、8位と低迷を繰り返したが、ファン、選手、報道陣には大いに慕われたという。

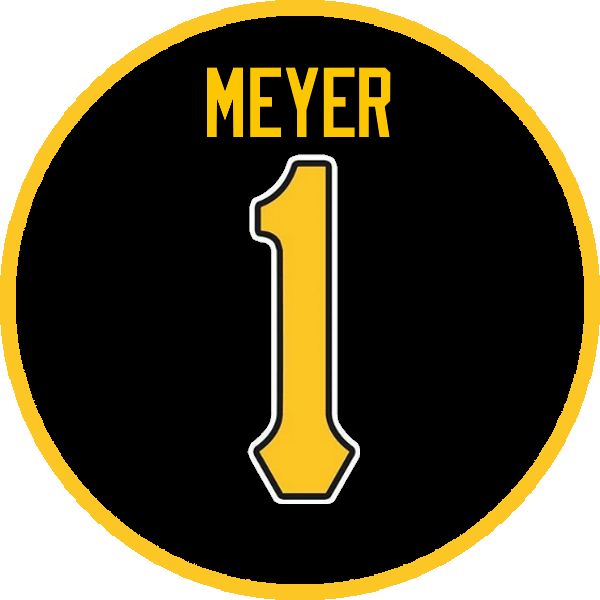
マイヤーの背番号「1」。
ピッツバーグ・パイレーツの永久欠番に1954年指定。

監督退任後はパイレーツのスカウトを務め、1957年3月31日に死去した。1954年にマイヤーの背番号『1』はパイレーツの永久欠番に指定されており、5年間の監督在任時に着けていたものである。
また、マイヤーの故郷・ノックスビルに1953年に建てられた野球場はマイヤーの名を取り、ビリー・マイヤー・スタジアムとして、AA級マイナーリーグチームノックスビル・スモーキーズの本拠地として長く使われた。1999年に球場は閉鎖され、2003年に解体されている。

## 詳細情報

### 背番号
- 1 （1948年 - 1952年）